# Antónia-árok
Az Antónia-árok, más néven Antal-árok egy vízmosás a Budai-hegységben Nagykovácsi és Pilisszentiván között. 
A sárga jelzésű turistaút halad végig rajta. Az árok hossza kb. 1,1 km. A vízmosás feje Nagykovácsin, közvetlenül a Zsíroshegyi út mellett található. Az árok alsó vége kiszélesedik, fokozatosan eltűnik a Zsíroshegyi-dűlő környékén. Az Antónia-árok felső szakasza természetközeli állapotú, szép, szurdokszerű képződmény. A meredek vízmosást helyenként sziklák teszik változatosabbá. A területen lévő fenyves télen különösen széppé teszi az árkot. Az Antónia-árok középső részén nagyfeszültségű távvezeték oszlopsorát vezették a vízmosásba, ami kedvezőtlenül befolyásolja a hely látképét. A távvezeték szükségessé teszi a növényzet rendszeres letarolását is, ami a helyi mikroklímára valószínűleg kedvezőtlenül hat. A vízmosás alsóbb részein a távvezeték elhagyja az árkot, itt már lombos erdőben kígyózik a sárga turistajelzés.